# گوسته دلچف (شهر)
گوسته دلچف شهری در استان بلاگووگراد کشور بلغارستان است که جمعیت آن در سال ۲۰۰۱ میلادی ۲۰٬۴۲۶ نفر بوده‌است.